# Châu Thành, Cần Thơ
Châu Thành là một xã thuộc thành phố Cần Thơ, Việt Nam.

## Địa lý
Xã Châu Thành có vị trí địa lý:
- Phía đông giáp tỉnh Vĩnh Long
- Phía tây giáp xã Đông Phước
- Phía nam giáp xã An Lạc Thôn và xã Phú Hữu
- Phía bắc giáp phường Hưng Phú.

Xã Châu Thành có diện tích 47,71 km², dân số năm 2024 là 39.104 người, mật độ dân số đạt 819 người/km².

## Lịch sử
Năm 1970, chính quyền Việt Nam Cộng hòa:
- Thành lập quận Phong Thuận trực thuộc tỉnh Phong Dinh.
- Chuyển các xã Phú Hữu, Đông Phú thuộc quận Châu Thành về quận Phong Thuận mới thành lập quản lý.

Sau năm 1975, các xã Phú Hữu, Đông Phú thuộc huyện Châu Thành, tỉnh Cần Thơ.
Ngày 20 tháng 9 năm 1975, Bộ Chính trị ban hành Nghị quyết số 245-NQ/TW về việc hợp nhất tỉnh Cần Thơ (ngoại trừ huyện Thốt Nốt), tỉnh Sóc Trăng, tỉnh Trà Vinh, tỉnh Vĩnh Long thành một tỉnh, tên gọi tỉnh mới cùng với nơi đặt tỉnh lỵ sẽ do địa phương đề nghị lên.
Ngày 20 tháng 12 năm 1975, Bộ Chính trị ban hành Nghị quyết số 19/NQ về việc hợp nhất tỉnh Cần Thơ (bao gồm cả huyện Thốt Nốt của tỉnh Long Xuyên), tỉnh Sóc Trăng thành một tỉnh mới, tên gọi tỉnh mới cùng với nơi đặt tỉnh lỵ sẽ do địa phương đề nghị lên.
Ngày 24 tháng 2 năm 1976, Chính phủ Cách mạng lâm thời Cộng hòa miền Nam Việt Nam ban hành Nghị định số 3/NQ/1976 về việc hợp nhất tỉnh Cần Thơ, tỉnh Sóc Trăng và thành phố Cần Thơ thành một tỉnh mới, lấy tên là tỉnh Hậu Giang.
Ngày 26 tháng 12 năm 1991, Quốc hội ban hành Nghị quyết về việc chia tỉnh Hậu Giang thành tỉnh Cần Thơ và tỉnh Sóc Trăng.
Ngày 6 tháng 11 năm 2000, Chính phủ ban hành Nghị định số 64/2000/NĐ-CP về việc:
- Tái lập huyện Châu Thành A thuộc tỉnh Cần Thơ.
- Các xã Đông Phú, Đông Phước, Phú Hữu thuộc huyện Châu Thành.

Ngày 10 tháng 7 năm 2001, Chính phủ ban hành Nghị định số 37/2001/NĐ-CP về việc:
- Thành lập thị trấn Ngã Sáu thuộc huyện Châu Thành trên cơ sở 1.100 ha diện tích tự nhiên và 5.530 nhân khẩu của xã Đông Phước.
- Thành lập xã Phú Hữu A thuộc huyện Châu Thành trên cơ sở 1.799 ha diện tích tự nhiên và 10.593 nhân khẩu của xã Phú Hữu.

Ngày 26 tháng 11 năm 2003, Quốc hội ban hành Nghị quyết số 22/2003/QH11 về việc:
- Chia tỉnh Cần Thơ thành thành phố Cần Thơ trực thuộc trung ương và tỉnh Hậu Giang.
- Chuyển các ấp Phú Thành, Phú Thạnh, Phú Thuận, Phú Thuận A; 304,61 ha diện tích tự nhiên và quy mô dân số là 1.262 người của ấp Phú Lợi thuộc xã Đông Phú, huyện Châu Thành, tỉnh Cần Thơ vào thành phố Cần Thơ.
- Chuyển các ấp Thạnh Hóa, Thạnh Hưng, Thạnh Thuận, An Hưng, Thạnh Phú, Phú Khánh, Khánh Bình; 254,19 ha diện tích tự nhiên và quy mô dân số là 1.806 người của ấp Phú Hưng thuộc xã Phú An, huyện Châu Thành, tỉnh Cần Thơ vào thành phố Cần Thơ.
- Phần còn lại của các xã Đông Phú, Phú An thuộc huyện Châu Thành, tỉnh Hậu Giang.
- Chuyển huyện lỵ huyện Châu Thành về thị trấn Ngã Sáu.

Ngày 2 tháng 1 năm 2004, Chính phủ ban hành:
- Nghị định số 05/2004/NĐ-CP[10] về việc:
  - Thành lập phường Tân Phú thuộc quận Cái Răng, thành phố Cần Thơ trên cơ sở 806,66 ha diện tích tự nhiên và 6.386 nhân khẩu của xã Đông Phú thuộc huyện Châu Thành.
  - Thành lập phường Phú Thứ thuộc quận Cái Răng, thành phố Cần Thơ trên cơ sở 2.013,29 ha diện tích tự nhiên và 12.781 nhân khẩu của xã Phú An thuộc huyện Châu Thành.
- Nghị định số 06/2004/NĐ-CP.[11] Theo đó, sau khi điều chỉnh, xã Đông Phú thuộc huyện Châu Thành còn lại 1.775,98 ha diện tích tự nhiên, dân số là 9.136 người.

Ngày 24 tháng 1 năm 2011, Chính phủ ban hành Nghị quyết số 06/NQ-CP về việc thành lập thị trấn Mái Dầm thuộc huyện Châu Thành trên cơ sở toàn bộ 1.601,68 ha diện tích tự nhiên và 11.737 người của xã Phú Hữu A.
Ngày 11 tháng 7 năm 2019, HĐND tỉnh Hậu Giang ban hành Nghị quyết số 11/2019/NQ-HĐND về việc:
- Sáp nhập ấp Kinh Mới thuộc thị trấn Ngã Sáu vào ấp Đông Mỹ.
- Sáp nhập ấp Đông Thuận thuộc thị trấn Ngã Sáu vào ấp Phước Thuận.

Thị trấn Ngã Sáu có 6 ấp: Đông Bình, Đông Mỹ, Phước Thuận, Tân Hưng, Thị Trấn, Thuận Hưng.
Ngày 10 tháng 1 năm 2020, Ủy ban Thường vụ Quốc hội ban hành Nghị quyết số 869/NQ-UBTVQH14 về việc sắp xếp các đơn vị hành chính cấp huyện, cấp xã thuộc tỉnh Hậu Giang (nghị quyết có hiệu lực từ ngày 1 tháng 2 năm 2020). Theo đó:
- Sáp nhập 3,69 km² diện tích tự nhiên và 1.030 người của xã Phú An vừa giải thể vào thị trấn Ngã Sáu.
- Sáp nhập 4,23 km² diện tích tự nhiên và quy mô dân số là 2.602 người còn lại của xã Phú An vào xã Đông Thạnh.

Sau khi điều chỉnh địa giới hành chính, thị trấn Ngã Sáu có 14,23 km² diện tích tự nhiên và quy mô dân số là 9.189 người.
Ngày 16 tháng 6 năm 2023, UBND tỉnh Hậu Giang ban hành Quyết định số 1001/QĐ-UBND về việc công nhận đô thị Đông Phú là đô thị loại V.
Tính đến ngày 31/12/2024:
- Thị trấn Mái Dầm có 5 ấp: Phú Bình, Phú Đông, Phú Thạnh, Phú Xuân, Phú Xuân A.
- Thị trấn Ngã Sáu có 7 ấp: Đông Bình, Đông Mỹ, Phú Hưng, Phước Thuận, Tân Hưng, Thị Trấn, Thuận Hưng.
- Xã Đông Phú có 6 ấp: Phú Hòa, Phú Hưng, Phú Lộc, Phú Lợi, Phú Nhơn, Phú Thọ.

Ngày 12 tháng 6 năm 2025, Quốc hội ban hành Nghị quyết số 202/2025/QH15 về việc sắp xếp đơn vị hành chính cấp tỉnh (nghị quyết có hiệu lực từ ngày 12 tháng 6 năm 2025). Theo đó, sáp nhập tỉnh Hậu Giang và tỉnh Sóc Trăng vào thành phố Cần Thơ.
Ngày 16 tháng 6 năm 2025:
- Quốc hội ban hành Nghị quyết số 203/2025/QH15[18] về việc Sửa đổi, bổ sung một số điều của Hiến pháp nước Cộng hòa xã hội chủ nghĩa Việt Nam. Theo đó, kết thúc hoạt động của đơn vị hành chính cấp huyện trong cả nước từ ngày 1 tháng 7 năm 2025.
- Ủy ban Thường vụ Quốc hội ban hành Nghị quyết số 1668/NQ-UBTVQH15[1] về việc sắp xếp các đơn vị hành chính cấp xã của thành phố Cần Thơ năm 2025 (nghị quyết có hiệu lực từ ngày 16 tháng 6 năm 2025). Theo đó, thành lập xã Châu Thành thuộc thành phố Cần Thơ trên cơ sở sáp nhập toàn bộ 17,29 km² diện tích tự nhiên, quy mô dân số là 13.788 người của thị trấn Mái Dầm; toàn bộ 13,43 km² diện tích tự nhiên, quy mô dân số là 13.119 người của thị trấn Ngã Sáu và toàn bộ 16,99 km² diện tích tự nhiên, quy mô dân số là 12.197 người của xã Đông Phú thuộc huyện Châu Thành, tỉnh Hậu Giang.

Xã Châu Thành có 47,71 km² diện tích tự nhiên và quy mô dân số là 39.104 người.

## Hình ảnh

Khu công nghiệp
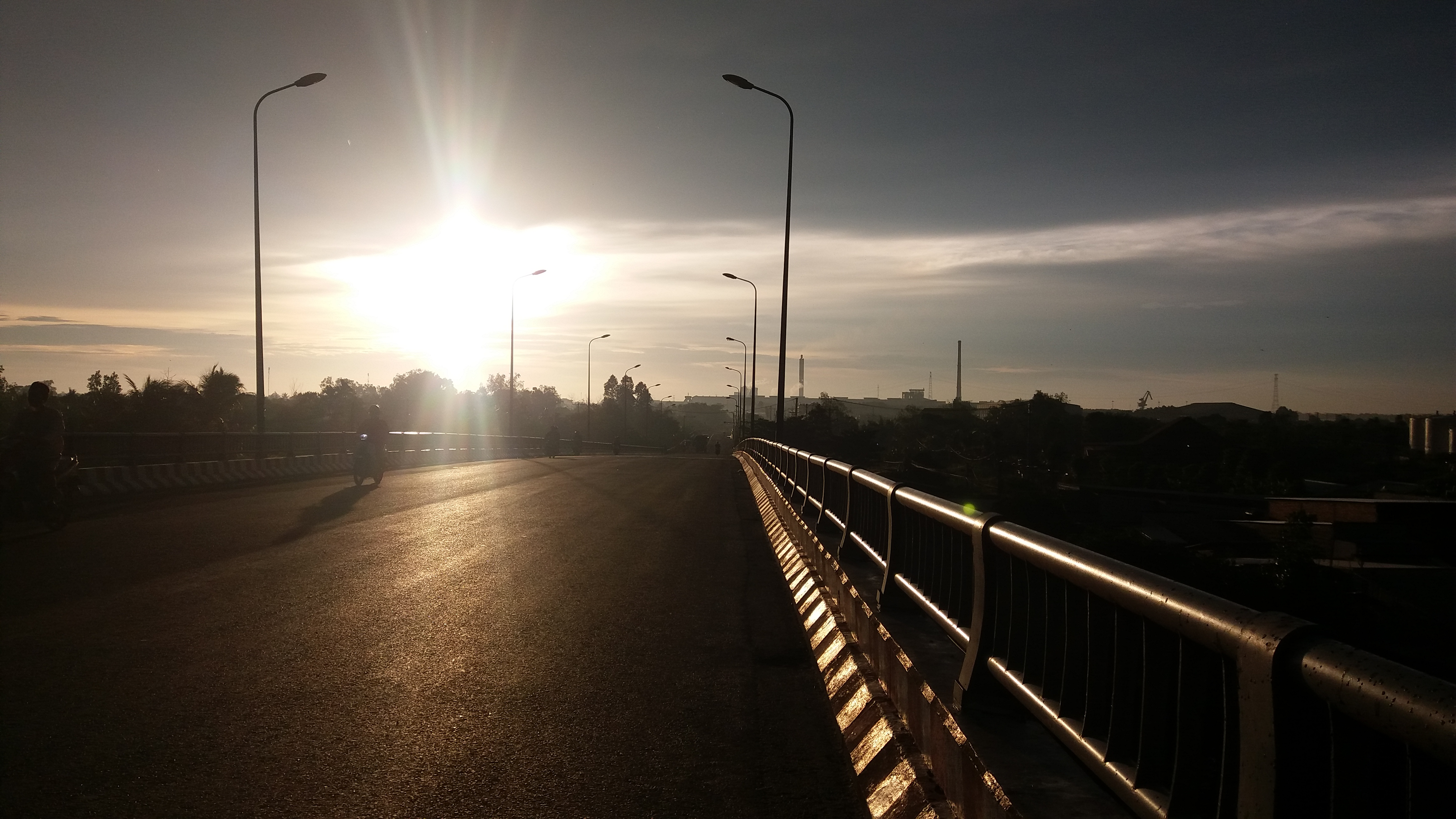
Cầu Cái Côn hướng về Mái Dầm